# スーン＝テック・オー
スーン＝テック・オー（Soon-Tek Oh, 本名：Oh Seun-taek, 朝鮮語: 오순택、1932年6月29日 - 2018年4月4日）は、韓国出身の主にアメリカ合衆国で活躍した俳優。

## 生涯
現在の大韓民国・全羅南道木浦市出身。光州の高校を卒業後、延世大学校、次いで南カリフォルニア大学に学び、カリフォルニア大学ロサンゼルス校で修士号を取得。
ブロードウェイでスティーヴン・ソンドハイムのミュージカル「太平洋序曲」のオリジナル・キャストを務めた。
映画・テレビドラマ共に、日本人や中国人などのアジア人役で、主に悪役を演じる事が多かった。
2001年には韓国に戻り、韓国芸術総合学校教授や、富川国際ファンタスティック映画祭審査員などを務めた。
2018年4月4日、慢性疾患のためロサンゼルスで死去。85歳。

## 主な出演作品

### 映画
- 大怪獣ヨンガリ Yongary / 대괴수 용가리 (1967) 韓国映画
- 最後の弾丸 One More Train to Rob (1971)
- 007 黄金銃を持つ男 The Man with the Golden Gun (1974)
- 暗黒殺人指令（英語版） Good Guys Wear Black (1978)
- ファイナル・カウントダウン The Final Countdown (1980)
- チャック・ノリスの 地獄のヒーロー2 Missing in Action 2: The Beginning (1985)
- ランボー者 Steel Justice (1987)
- バトルガンM‐16 Death Wish 4: The Crackdown (1987)
- ベスト・コップ（英語版） Collision Course (1989)
- 母の贈りもの A Home of Our Own (1993)
- S.F.W. メディアへの銃弾（英語版） S.F.W (1994)
- ビバリーヒルズ・ニンジャ Beverly Hills Ninja (1997)
- ムーラン Mulan (1998) アニメ映画、声の出演
- 地獄のヒーロー/ザ・プレジデント・マン（英語版） The President's Man (2000) テレビ映画
- ムーラン2 Mulan II (2004) アニメ映画、声の出演

### テレビドラマ
- アイ・スパイ I Spy (1965)
- ハワイ5-0 Hawaii Five-O (1968-1979)
- 燃えよ!カンフー Kung Fu (1973-1974)
- M*A*S*H M*A*S*H (1975-1982)
- チャーリーズ・エンジェル第5シーズン Charlie's Angels (1980-1981) - トーレス警部補（ハワイ編4話に出演）
- 私立探偵マグナム Magnum, P.I. (1981-1986)
- エデンの東 East of Eden (1981) ミニシリーズ
- マルコ・ポーロ シルクロードの冒険 Marco Polo (1983) ミニシリーズ
- 暗黒の戦士 ハイランダー Highlander: The Series (1992)
- 新・燃えよ!カンフー Kung Fu: The Legend Continues (1994-1995)
- バビロン5 Babylon 5 (1994)
- スターゲイト SG-1 Stargate SG-1 (1997)
- 7デイズ/時空大作戦 Seven Days (1998)